# Chenpi
El chenpi o chen pi (en chino tradicional, 陳皮; en chino simplificado, 陈皮; pinyin, chénpí; literalmente, ‘piel envejecida’) es una cáscara de mandarina secada al sol, empleada como condimento tradicional en la cocina y la medicina tradicional china. Se envejece almacenándola seca. Tiene un sabor acre y amargo cuando se sobreextrae y aporta un sabor cítrico y ligero cuando se usa apropiadamente.

## Cocina cantonesa
Algunos postres tong sui como la sopa de judía azuki lo emplea ocasionalmente.

## Cocina chino-estadounidense
En la cocina chino-estadounidense se emplea en platos «a la naranja», como es el caso del pollo o el buey a la naranja.
- Datos: Q73988
- Multimedia: Mandarin orange peels / Q73988